# María Diez-Canedo
María Diez-Canedo Flores (México) es una flautista mexicana especializada en el área de la Música antigua. 
Se destaca en la interpretación de la Flauta de pico y flauta travesera barroca. Miembro fundador del ensamble La Fontegara, con el que ha difundido el repertorio instrumental novohispano y europeo de los siglos XVII y XVIII. Es Profesora de música de la Facultad de Música de la UNAM desde 1987.

## Trayectoria artística
Realizó sus estudios en la Longy School of Music de Cambridge en Estados Unidos, bajo la guía de Marilyn Boenau, Catherine Folkers y Christopher Kruger.
Posteriormente realizó estudios de posgrado en el Conservatorio Real de La Haya siendo sus maestros Ricardo Kanji en la flauta de pico y Marten Root en el traverso barroco en Ámsterdam.
Ha tomado cursos con Jeannette Van Wingerden, Marion Verbruggen, Jed Wentz, Michel Piguet,  Marc Hantaï. 
Se tituló con Mención Honorífica del Doctorado en Música del Posgrado de la Facultad de Música de la UNAM, centrando su investigación en la flauta travesersa en el siglo XVIII en la Nueva España.
Fue ganadora primer lugar en Boston Premier Ensemble 1985 Annual Competition. 
De 1978 a 1988 formó parte de la agrupación de música antigua ¨Cuarteto Tempore¨, realizando giras de conciertos en Europa, la Unión Soviética, Noruega e Inglaterra, grabando también el disco ¨Por divertir mis tristezas¨.
Con el Trío Barroco de México participó en la grabación discográfica ¨Nueva España, 34 sonatas de autor anónimo de la Catedral  Metropolitana¨, participando en las Jornadas Culturales de México en La Habana, Cuba con dicho ensamble. 
Desde 1988 es miembro fundador del ensamble ¨La Fontegara¨ con quien ha realizado diversos conciertos participando en festivales internacionales como el Beijing International Baroque and Organ Festival 2018, Festival de Música Antigua de Úbeda y Baeza, Festval de Música Sacra de Cuenca, Regensburg Early Music Festival, Musicians of the Old Post Road, Festival de Música Sacra de Quito, Festival Internacional de Música de Morelia, el Festival Cervantino, el Festival Internacional del Divertimento, entre otros.
Discografía:
- Arca de Música: Instrumental Music in New Spain, Vol 2 (2017, La Fontegara, Meridian Records)
- Arca de Música: Instrumental Music in New Spain, Vol. 1 (2017, La Fontegara, Meridian Records)
- Godfather: Telemann & C.P.E. Bach: Music for Flute, Harpsichord and Continuo (2012, La Fontegara, Meridian Records)
- Sonatas Novohispanas II (2004, La Fontegara, Urtext Digital Classics)
- Galant With An Attitude. Music for winds and strings of Juan and Jose Pla (2000, La Fontegara en colaboración con Old Post Road Music de Boston, Meridian Records)
- Sonatas Novohispanas I (2000, La Fontegara, Urtext Digital Classics)
- Resonancia, la sonata y otras formas instrumentales del barroco (La Fontegara, CD-ROM, coordinación E. Padilla)
- ¨Tente en el Ayre¨ (Spartacus)
Publicaciones
Ha publicado dos capítulos de libros y artículos académicos para Cuadernos de Música Iberoamericana de la ICCMU, para la UIA, la UAB, España, participando en coloquios y conferencias.
Premios y Distinciones
En 1995 fue acreedora del Premio Universidad Nacional para Jóvenes Académicos, por su labor realizada en el campo de difusión y extensión de la cultura. En 1998 obtuvo la beca Ejecutantes del FONCA. El Reconocimiento Sor Juana Inés de la Cruz, UNAM 2011. 
En 2013 obtuvo la Medalla al Mérito Académico-UNAM en 2013. En 2021 fue merecedora del Premio Universidad Nacional (PUN 2021). 

Actualmente es catedrática en la Facultad de Música de la UNAM, impartiendo las cátedras de flauta de pico y Música de Cámara.